# Binissalem (vino)
Binissalem es una denominación de origen (DO) cuya zona de producción se encuentra situada en el centro de la isla de Mallorca, España. La componen 5 municipios teniendo como centro de la denominación el municipio de Binisalem (en catalán Binissalem).
En 1988, un grupo de viticultores y bodegueros de esta zona, con gran tradición vitivinícola, solicitaron la concesión de la denominación de origen Binissalem. Realizadas las consultas pertinentes la Consejería de Agricultura y Pesca aprueba con carácter provisional la DO Binissalem y nombra un Consejo Regulador Provisional cuya misión es la de redactar el proyecto de reglamento. El reglamento de la DO Binissalem es aprobado por el Gobierno de las Islas Baleares a finales de 1989 y ratificado por el Ministerio de Agricultura, Pesca y Alimentación en 1991.
La tradición vinícola de la zona data siglo I a. C. tras la conquista romana, cuando se comparan los vinos con los mejores de Italia.
Tiene una extensión de 600 Ha y cuenta con 16 bodegas inscritas.

## Marco Geoclimático
La comarca vitivinícola de la DO Binissalem está situada en pleno centro de la isla de Mallorca y comprende los términos municipales de Santa María del Camino, Binisalem, Sancellas, Consell y Santa Eugenia.
La Sierra de Alfabia o de Tramuntana la protege de los fríos vientos septentrionales, originando un microclima benigno. El clima se puede calificar de mediterráneo suave, con veranos secos y calurosos e inviernos cortos. La precipitación media anual ronda los 450 mm.
El terreno corresponde a sedimentos continentales cuaternarios ricos en calcio, dando lugar a suelos pardos o pardo-calizos que en ocasiones presentan horizontes de costra calcárea. El relieve es suave. Los viñedos están situados a una altitud que oscila entre 75 y 200 metros, sobre el nivel del mar.

## Uvas
Para la elaboración de los vinos con derecho a la DO Binissalem únicamente se pueden cultivar uvas de las variedades siguientes:
- Cabernet Sauvignon
- Merlot
- Syrah
- Chardonnay
- Monastrell
- Tempranillo
- Macabeo
- Moscatel
- Parellada

Variedades autóctonas
- Manto negro
- Callet
- Prensal Blanc

Las prácticas de cultivo son las tradicionales que tienden a conseguir uvas de la mejor calidad. El Reglamento de la DO recoge las condiciones de producción y elaboración que deben cumplir los vinos amparados.

## Añadas
- 1990 Muy Buena
- 1991 Buena
- 1992 Buena
- 1993 Buena
- 1994 Excelente
- 1995 Muy Buena
- 1996 Buena
- 1997 Muy Buena
- 1998 Excelente
- 1999 Muy Buena
- 2000 Muy Buena
- 2001 Muy Buena
- 2002 Buena
- 2003 Muy Buena
- 2004 Excelente
- 2005 Muy Buena

## Características de los vinos
En los vinos blancos predominan las características de la uva de la variedad Moll, la cual imprime características diferenciales. Son vinos con aromas de frutas, predominando la manzana verde y los frutos secos, pueden encontrase recuerdos a albaricoque y almendras amargas. En boca son vinos frescos, con un perfecto equilibrio entre el ácido y el dulce, y un adecuado final ligeramente amargo.
Los vinos tintos presentan características propias, impresas en gran medida por la variedad autóctona Manto Negro, son vinos de color no excesivamente intenso, con aromas de frutas de evolución rápida hacia las confituras. Son vinos bien estructurados y presentan una adecuada evolución en madera. Los vinos de crianza presentan una estructura fina y harmoniosa, con taninos suaves y aromas terciarios.

## Control de Calidad
Previamente a la comercialización de los vinos, el Consejo Regulador de la Denominación de origen Binissalem realiza un estricto control de calidad que deberán superar todos los vinos que utilicen el nombre de Binissalem. Se someten a cata depósito a depósito, todas y cada una de las partidas de vino elaboradas por las bodegas acogidas, que antes de su comercialización deberán haber superado este control de calidad.
Sólo los vinos que superan dicho control de calidad pueden comercializarse como Binissalem. Aquellas partidas que no lo superen serán descalificadas.
Una vez se ha procedido al control de calidad de todas y cada una de las partidas elaboradas en cada cosecha, se decide por parte del Consejo Regulador la calificación global que se otorga a la cosecha correspondiente, en función de los resultados del control de calidad.

## Bodegas
- José L. Ferrer
- Vins Nadal
- Som Prim
- Biniagual Explotaciones Agrícolas
- Binigrau Vins i Vinyes SAT
- Bodegas Antonio Nadal
- Bodegues Ca'n Ramis
- Bodegues Macià Batle
- Can Verdura Viticultors
- Celler Jaume de Puntiró
- Jaume Bennàssar
- Ramanyà
- Sebastián Pastor Sureda
- Vinícola Biniagual
- Vinya Taujana
- Vinyes i Vins Ca Sa Padrina